# Reiseweltmeister
Reiseweltmeister ist ein politisches Schlagwort, das einen Staat mit den weltweit höchsten Ausgaben für Auslandsreisen innerhalb eines Jahres bezeichnet. Ein vergleichbares Schlagwort ist der Exportweltmeister.  

## Allgemeines
Als Auslandsreise gelten sowohl die grenzüberschreitenden Urlaubsreisen als auch die grenzüberschreitenden Geschäftsreisen. Welcher Staat als Reiseweltmeister gilt, hängt von der zugrunde gelegten statistischen Größe ab. Bei der Reiseintensität spielt die Anzahl der Urlaubsreisen pro Jahr oder der Anteil der Reisenden an der Gesamtbevölkerung eine Rolle. Legt man dagegen die Ausgaben als Messgröße fest, so ist im gleichen Zeitraum ein anderer Staat Reiseweltmeister. Die Ausgaben für Auslandsreisen ergeben sich aus der Dienstleistungsbilanz eines Staates, in welcher unter anderem der Reiseverkehr in das Ausland erfasst wird. Die Rangliste der Reiseweltmeister sieht wiederum anders aus, wenn die gesamten Ausgaben für Auslandsreisen pro Kopf gewählt werden. 

## Statistik
Bis zum Jahr 2012 war jahrelang Deutschland Reiseweltmeister im Hinblick auf die Reiseausgaben. 2012 sicherte sich die Volksrepublik China erstmals den Titel, und Deutschland rutschte auf den dritten Platz ab. Reisende aus China gaben 2012 geschätzte 90 Milliarden US-Dollar aus, und damit 25 Prozent mehr als 2011. Die deutschen Reisebudgets erreichten 2012 einen Höchststand von 82 Milliarden US-Dollar, ein Anstieg um lediglich 3,5 Prozent gegenüber dem Vorjahr.
Ein Grund für diese Entwicklung ist, dass in China der Wohlstand zugenommen hat. Zudem wurde Deutschland 2012 auch von den Vereinigten Staaten überholt und somit auf den dritten Rang verwiesen. Hierfür zeichnete insbesondere der schwache Euro-Kurs verantwortlich.
Legt man die Tourismusausgaben zugrunde, führt seitdem die Volksrepublik China unangefochten.
| Staat                  | Tourismusausgaben in Mrd. US-Dollar (2017) | Tourismusausgaben in Mrd. US-Dollar (2018) | Tourismusausgaben in Mrd. US-Dollar (2019) | Tourismusausgaben pro Kopf in US-Dollar (2019) |
| ---------------------- | ------------------------------------------ | ------------------------------------------ | ------------------------------------------ | ---------------------------------------------- |
| Volksrepublik China    | 257,7                                      | 277,0                                      | 255,0                                      | 180,6                                          |
| Vereinigte Staaten     | 135,0                                      | 144,0                                      | 152,0                                      | 458,6                                          |
| Deutschland            | 89,1                                       | 94,0                                       | 93,0                                       | 1117,8                                         |
| Vereinigtes Königreich | 71,4                                       | 76,0                                       | 72,0                                       | 1077,8                                         |
| Frankreich             | 41,4                                       | 48,0                                       | 52,0                                       | 776,1                                          |
| Australien             | 34,2                                       | 37,0                                       | 36,0                                       | 1400,8                                         |

Im Jahr 2019 gaben die Deutschen insgesamt rund 73,1 Milliarden Euro allein für Urlaubsreisen aus, im Jahr 2020 lagen die Gesamtausgaben bei lediglich rund 45 Milliarden Euro; Hauptgrund für den Rückgang war die Corona-Pandemie, die im Jahre 2020 den weltweiten Tourismus fast völlig zum Erliegen brachte. Betrachtet man die Gesamtausgaben, führt die Volksrepublik China, stehen dagegen die Ausgaben pro Kopf der Bevölkerung im Vordergrund, wird die Rangliste von Australien angeführt.

## Wirtschaftliche Aspekte
Auslandsreisen hängen von einer Vielzahl von Einflussfaktoren ab. Insbesondere Urlaubsreisen erfordern ein hohes Einkommen der Reisenden, damit diese sich einen Auslandsurlaub leisten können. Eine wesentliche Einflussgröße ist die Konjunktur, denn bei einer Rezession sinkt die Reisefreudigkeit, bei einem Aufschwung steigt sie. Ein weiterer restriktiver Faktor ist die Reisedauer, die vom Urlaub der Reisenden begrenzt wird. Auch der Wechselkurs in den Zielgebieten spielt eine Rolle, weil er die Kaufkraft im Ausland beeinflusst. Deshalb sind Reisen in Weichwährungsländer günstiger als in Hartwährungsländer. Kommt es zu Reisebeschränkungen durch die Regierung (wie etwa Reisewarnungen während der Corona-Pandemie), sinken die Auslandsreisen. 

## Film
- Wir Reiseweltmeister. Dokumentation. Drei Folgen à 45 Minuten (Folge 1: Von "Balkonien" bis Bella Italia. Folge 2: Vom Ostseestrand bis Indien. Folge 3: Vom Balaton zum Ballermann.), Deutschland 2011, Weblink: SWR, Wir Reiseweltmeister